# Nadzorni balon
Nadzorni balon je balon, katerega glavni namen je izvidništvo. Praviloma je neoborožen in uporabljan za zbiranje podatkov o sovražnikovi oborožitvi in položajih njegovih oporišč. Lahko je s posadko ali brez posadke. Sopomenke so izvidniški balon, obveščevalni balon, opazovalni balon in vohunski balon.
Nadzorni baloni s posadko so bili prvič uporabljani v času francoskih revolucionarnih vojn. Prvi so jih uporabili Francozi proti Avstrijcem v bitki pri Fleurusu leta 1794. V drugi polovici 19. stoletja je bila zabeležena njihova uporaba med ameriško državljansko vojno in francosko-prusko vojno. Uporabljali so jih tudi v času druge burske vojne med letoma 1899 in 1902.
Najbolj obsežna uporaba nadzornih balonov s posadko je bila zabeležena med prvo svetovno vojno. V letih pred njenim začetkom je prišlo do razvoja topništva in povečanja dosega izstrelkov. Posadka nadzornega balona je lahko opazila sovražnikove položaje z večje oddaljenosti, s čimer je bila topništvu omogočena sprožitev napadov na tarče, ki niso bile vidne s položajev na tleh.
V času druge svetovne vojne so nadzorni baloni s posadko zaradi skokovitega razvoja novih tehnologij in izvidniških letal že sloveli za zastarele. Čeprav so tudi nadzorne balone brez posadke v zadnjih treh desetletjih 20. stoletja izpodrinili sateliti in brezpilotni letalniki, gre za naprave, ki zaradi nekaterih svojih prednosti ostajajo v uporabi do današnjega dne. Sodobni nadzorni baloni brez posadke so lahko  stratosferski baloni, ki dosežejo največjo višino približno 30 kilometrov nad morjem, kar je približno dvojna višina v primerjavi z največjo višino leta letala s posadko ali brezpilotnega letalnika. Prednost nadzornega balona brez posadke v primerjavi z izvidniškimi letali je tudi njegova sposobnost, da ostane v zraku več dni brez nevarnosti, da bo sovražnik zajel posadko in s tem dokazal vohunski namen.
V času hladne vojne med Združenimi državami Amerike in Sovjetsko zvezo je bilo zabeleženih več tisoč primerov uporabe nadzornih balonov brez posadke. V 50. in 60. letih 20. stoletja so v zračnem prostoru Sovjetske zveze našteli več kot 4000 tovrstnih balonov tujega izvora. Večinoma naj bi šlo za ameriške vohunske naprave, za katere so pri Centralni obveščevalni agenciji (CIA) trdili, da so bile meteorološki baloni.
V začetku leta 2023 je prišlo do mednarodnega incidenta med Združenimi državami Amerike in Kitajsko, ko je stratosferski balon kitajskega izvora priletel v ameriški zračni prostor nad Aleuti, nato pa preletel Aljasko, zahodno Kanado in celinske Združene države Amerike vzhodno od Montane, preden je bil sestreljen nad Atlantskim oceanom. Združene države Amerike so Kitajsko obtožile vohunjenja, medtem ko so kitajski uradniki trdili, da je šlo za meteorološki balon, ki je zaradi vetra zašel s poti.